# Amsterdamflaggan

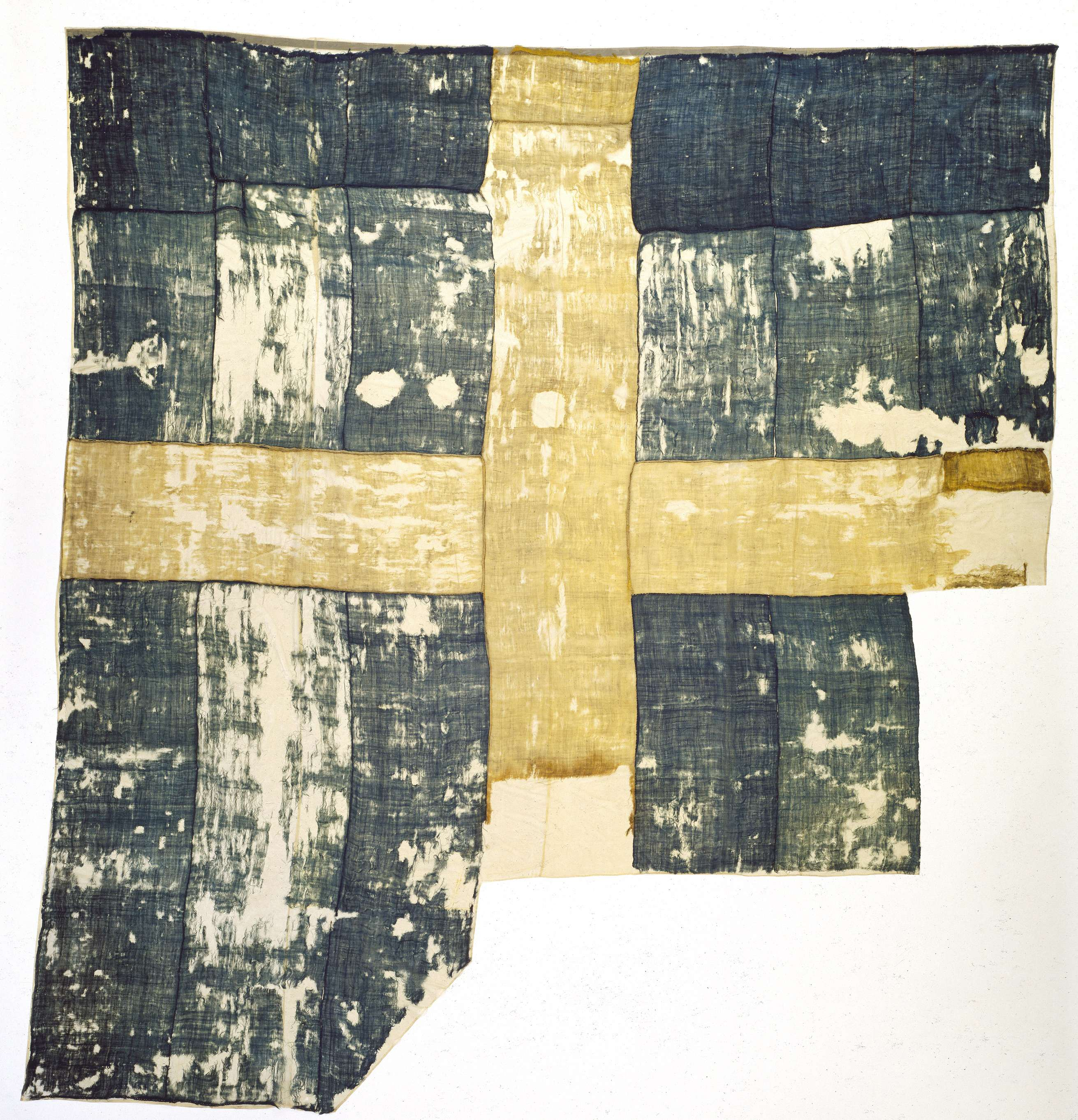
Amsterdamflaggan.

Amsterdamflaggan är den äldsta kända bevarade svenska flaggan. Flaggan är en örlogsflagga som erövrades av holländarna under ett sjöslag på Köpenhamns redd i samband med Karl X Gustav:s fälttåg år 1658. Republiken Förenade Nederländerna och Danmark var under denna tid periodvis allierade.
Det är inte känt vilket skepp flaggan erövrades ifrån. Eftersom de holländska sjömännen klippt små trofébitar av Amsterdamflaggan återstår ca 2/3 av den ursprungliga flaggan, resten är bortklippt.
Flaggan förvaras på Rijksmuseum i Amsterdam.